# Stanisław Stankiewicz (1886–1964)
Stanisław Stankiewicz (ur. 18 maja 1886 w Orleniętach koło Krewa, zm. 3 lutego 1964 w Wilnie) – białoruski księgarz i poeta.
W 1928 roku założył księgarnię przy ul. Ostrobramskiej 2 w Wilnie. W latach 1926–39 wraz z poetką Zośką Wieras wydawał białoruski kalendarz ścienny. Pisywał wiersze, które drukował w „Zarance”. W 1928 roku wydał tomik poezji „Z majeho akońka”.
W latach 1945–54 przebywał na zsyłce w dalekiej Rosji. Został pochowany na Nowej Rossie w Wilnie.